# Мирманов, Жармухамбет
Жармухамбет Мирманов (20 декабря 1900 год, аул № 5, Челкарский район, Актюбинская область, Российская империя — 18 июля 1943 год, поселок Рогатый, Малоархангельский район, Орловская область, СССР) — советский государственный деятель. Нарком мясной и молочной промышленности Казахской ССР.

## Биография
Жармухамбет Мирманов родился 20 декабря 1900 года в ауле № 5 Челкарского района Актюбинской области в семье рыбака. По национальности — казах.
Его трудовая деятельность началась в юности: с 1917 по 1921 годы он работал чернорабочим и монтёром на железнодорожной станции Берчогур. В 1922–1923 годах был бурильщиком на Берчогурском руднике в Актюбинской области.

### Образование
В 1923–1925 годах Мирманов обучался в Казахском институте просвещения в Оренбурге, затем в 1926–1927 годах был студентом рабфака.
В 1937 году он окончил Московский химико-технологический институт, получив специальность инженера-экономиста мясной промышленности.

### Трудовая деятельность
Мирманов начал работать в административной сфере в 1920-х годах, занимая позиции секретаря губернского суда и инструктора окрпотребсоюза.
В 1930-х годах он был председателем промышленного комбината «Эмбанефть» и руководителем окружного союза торговых служащих в Актюбинске.
В июне 1938 года он стал заместителем наркома пищевой промышленности Казахской ССР.
После организации народного комиссариата мясной и молочной промышленности с апреля 1939 года по июль 1940 года нарком мясомолочной промышленности Казахской ССР. Однако в июле 1940 года он был освобожден от должности по решению ЦК КПК «как необеспечивший руководства». При его непосредственном руководстве и участии были созданы Семипалатинский, Алматинский мясокомбинаты, молочные заводы, маргариновые комбинаты, кондитерские комбинаты в Алматы, Актюбинске и Караганде, многие виноводочные заводы в ряде городов Казахстана.
После этого Мирманов преподавал в школе № 6 и управлял Актюбинским отделением республиканской конторы «Казсовхозснабжение».
В июле 1941 года Мирманов был призван в Красную армию. Он служил в звании старшего лейтенанта интендантской службы и занимал должность заместителя командира 101-й отдельной стрелковой бригады.
В ноябре 1942 года получил тяжелое ранение в районе деревни Погорелое под Ржевом в ходе боев на «Ржевском выступе». Повторное ранение он получил 7 июля 1943 года, которое привело к его смерти от интоксикации в госпитале 18 июля 1943 года.
Жармухамбет Мирманов был похоронен в поселке Рогатый, в Малоархангельском районе в Орловской области.